# Слава России (линейный корабль, 1774)
«Слава России» — российский 66-пушечный парусный линейный корабль постройки 1774 года.

## Строительство
Корабль заложен на Соломбальской верфи в Архангельске 20 сентября 1773 года. Строители Д. Гунион и М. Д. Портнов. Спущен на воду 13 мая 1774 года.

## Служба
Корабль в 1774 году включён в состав Балтийского флота, но фактически до 1778 года нёс службу в Архангельске. Только в августе 1778 года в составе отряда бригадира С. П. Хметевского он совершил переход в Кронштадт.

### Гибель
В июне 1780 года в составе эскадры бригадира И. А. Борисова (7 вымпелов) направлен в Средиземное море для защиты торговых путей в рамках «Декларации о вооружённом нейтралитете».
В ночь с 23 на 24 октября 1780 года русская эскадра ночью попадает в жестокий шторм на переходе от Гибралтара к Ливорно. Флагманский 66-ти пушечный линейный корабль «Слава России» отрывается от эскадры и сносится в сторону Йерских островов вблизи Тулона. Темнота и шторм сбивают его с навигационных ориентиров и он стремительно приближается к скалам французского острова Леван, который неожиданно возникает из темноты в последний мгновения перед ударом. Два спущенных якоря немедленно были оборваны и не удержали корабль. Корабль получает многочисленные пробоины и начинает тонуть. Через несколько часов он разломился на скалах и затонул. Непрекращающаяся буря и скалистый берег многократно усложняют задачу спасения. Но все члены экипажа — матросы и офицеры под командой капитана 1 ранга Ивана Баскакова — действуют слаженно и без паники. Из 446 человек потери составили 11 погибших при кораблекрушении (часть из них — лежачие больные в трюме) и 3 умерших от холода на прибрежных скалах в первые часы после крушения. Столь малое число погибших в данных обстоятельствах выглядит просто как чудо. В спасении экипажа принимали активное участие рыбаки и жители острова, за что позднее им было прислано собственноручное благодарственное письмо от императрицы Екатерины II. 
Место гибели корабля получило на острове название «Русский румб». 
Обломки корабля были обнаружены известным французским подводным исследователем доктором Делонка в 1957 году. С 1974 года корабль несколько раз обследовал знаменитый французский ныряльщик Филипп Талье, поднявший с него на поверхность 10 пушек и много других предметов (переданы в музеи Франции). В 1981—1982 годах под руководством Талье корабль обследовала новая экспедиция, поднявшая на поверхность свыше 1000 предметов с затонувшего корабля. Большая часть находок экспонируется в музее национального парка Пор-Кро.